# Brugia malayi
Brugia malayi ist ein tropischer Fadenwurm aus der Gruppe der Filarien. Er parasitiert beim Menschen und kann eine lymphatische Filariose und das Krankheitsbild der Elephantiasis verursachen.

## Merkmale
Die adulten Würmer weisen die fadenwurmtypische längliche Struktur auf. Sie werden bis zu 2,5 cm (Männchen) bzw. 6 cm (Weibchen) lang.
Die Larven (Mikrofilarien, Larve 3) haben eine Größe von 200–300 µm und besitzen eine Hülle, die sich bereits über dem Ei findet und erst im Verdauungstrakt des infizierten Insekts aufgelöst wird. In dieser Form zirkulieren sie auch im menschlichen Blutkreislauf.

## Verbreitung
Brugia malayi ist eine Tropenkrankheit, deren Verbreitungsgebiet in Südostasien liegt. Der Besiedelungsschwerpunkt liegt in Indien und China, andere betroffene Länder sind Indonesien, Thailand, Malaysia, die Philippinen und Vietnam.

## Lebenszyklus

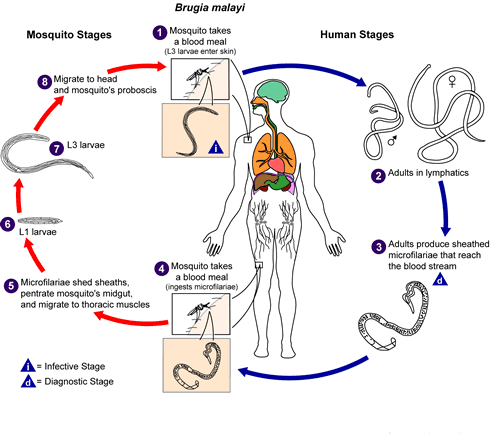
Lebenszyklus

Die Übertragung erfolgt durch Mücken der Arten Aedes, Culex, Anopheles und Mansonia.
Die adulten Filarien sitzen in den Lymphgefäßen, dort werden behüllte Mikrofilarien (über ein kurzes Ei Stadium) gebildet. Die Mikrofilarien – insbesondere jene aus Infektionen im Bereich offener Sumpfgebiete und Reisfelder – unterliegen einem Tagesrhythmus: Nachts werden sie im Blut verteilt und können so von Blut saugenden Insekten verbreitet werden; tagsüber reichern sie sich – als Folge des erhöhten Sauerstoffgehalts – in den kleinen Gefäßen der Lunge an. Die größte Anzahl an Mikrofilarien ist im Blut zwischen Mitternacht und 2 Uhr früh nachweisbar. In Bruchwäldern können jedoch auch Varianten vorkommen, die tagsüber im Blut verbreitet werden.
Im Verdauungssystem der Mücken löst sich die Hülle um die Mikrofilarien auf. Mithilfe einer Chitinaseaktivität können sie den Mitteldarm verlassen und sich im Thorax festsetzen. Dort entwickelt sich die L1 (Larve 1). Aus der L1 geht dann die L3 (Larve 3) hervor, die sich in der Speicheldrüse des Moskitos ansiedelt. Die Anzahl der Mikrofilarien, die das L3 Stadium im Insekt erreichen, ist sehr gering, daher reicht für die Infektion des Wirbeltierwirts (Mensch, Hauskatze etc.) ein einmaliger Stich nicht aus. Zudem entwickeln sich nur rund 10 % der L3 zum adulten Wurm, der sich in den Lymphgefäßen festsetzen kann. Die Entwicklung infektiöser Larven in den Mücken erfordert hohe Temperaturen und Luftfeuchtigkeit. Nach einer Infektion siedeln sich die Filarien in Lymphbahnen an. Die Adultwürmer setzen nach etwa 3 Monaten Mikrofilarien ab. Über Aufnahme der Mikrofilarien durch einen erneuten Mückenstich schließt sich der Kreis. Die erwachsenen Würmer können 5 bis 15 Jahre im Wirt überleben.

## Systematik
Brugia malayi wurde erstmals 1927 von Lichtenstein und Brug innerhalb der Filarien abgegrenzt und als Filaria malayi beschrieben. Zuvor wurden sie als aufgrund der Ähnlichkeit zu Wuchereria bancrofti gezählt. Diese Abgrenzung basierte auf den Mikrofilarien (dem Larvenstadium) der Fadenwürmer. Allgemeine Anerkennung fand diese Hypothese erst, als Rao und Maplestone in den 1940er Jahren zwei Exemplare des Adulten Wurmes in Indien fanden, der sich von Wuchereria bancrofti unterschied. Sie beschrieben die neue Art als Wuchereria malay.
Die heutige Einteilung in die zwei Gattungen Wuchereria und Brugia stammt vom Parasitologen J. S. Buckley.